# Omloop Het Volk 1950
L'Omloop Het Volk 1950 va ser la sisena edició de l'Omloop Het Volk. La cursa es va disputar el 5 de març de 1950 amb inici i final a Gant. El vencedor fou André Declerck.

## Classificació general
| Posició | Ciclista                 | Temps      |
| ------- | ------------------------ | ---------- |
| 1       | André Declerck (BEL)     | 6h 12' 30" |
| 2       | Maurice Meersman (BEL)   | + 0"       |
| 3       | Briek Schotte (BEL)      | + 0"       |
| 4       | Maurice De Muer (FRA)    | + 0"       |
| 5       | Joseph Verhaert (BEL)    | + 0"       |
| 6       | Roger Gyselinck (BEL)    | + 0"       |
| 7       | Georges Vermeersch (BEL) | + 0"       |
| 8       | Rik Evens (BEL)          | + 1' 55"   |
| 9       | Georges Furniere (BEL)   | + 2' 07"   |
| 10      | Edward Peeters (BEL)     | + 2' 10"   |